# Paradishonungsfågel
Paradishonungsfågel (Macgregoria pulchra) är en fågel i familjen honungsfåglar inom ordningen tättingar.

## Utseende och läte
Paradishonungsfågeln är en stor (39 cm) och svart fågel med gula halvmåneformade hudflikar bakom ögonen och stora ockrafärgade vingfläckar. Liknande rökfärgad honungsfågel är mycket mindre och saknar vingfläckarna. Arten är mycket ljudlig, med snabbt upprepade "jeet..jeet.." och längre, mjukare "peer".

## Utbredning och systematik
Paradishonungsfågeln förekommer på Nya Guinea och delas in i två underarter med följande utbredning:
- Macgregoria pulchra pulchra – sydöstra Nya Guinea (höga toppar på Owen Stanley Mountains)
- Macgregoria pulchra carolinae – Västpapua (bergen Snow, Jayawijaya och Star)

Fågeln placeras som enda art i släktet Macgregoria. Länge behandlades den som tillhörande familjen paradisfåglar.

## Status och hot
Paradishonungsfågeln har en liten världspopulation bestående av uppskattningsvis endast 2 500–10 000 vuxna individer. Den tros också minska i antal. Fågeln är därför upptagen på internationella naturvårdsunionen IUCN:s röda lista över hotade arter, kategoriserad som sårbar (VU).

## Namn
Fågelns vetenskapliga släktesnamn hedrar Lady Mary Jane Macgregor (född Cocks, död 1919), andra fru till koloniguvernören och upptäcktsresande Sir William Macgregor. Fram tills nyligen kallades den macgregorhonungsfågel även på svenska, men justerades 2023 till de mer informativa namnet paradishonungsfågel av BirdLife Sveriges taxonomikommitté, syftande på dess tidigare förmodade släktskap med paradisfåglar.